# یواس‌اس ساردونیکس (پی‌وای‌سی-۱۲)
یواس‌اس ساردونیکس (پی‌وای‌سی-۱۲) (به انگلیسی: USS Sardonyx (PYc-12)) یک کشتی بود که طول آن ۱۸۶ فوت (۵۷ متر) بود. این کشتی در سال ۱۹۲۸ ساخته شد.